# Исаковка (Житомирская область)
Исаковка (укр. Ісаківка) — село на Украине, находится в Хорошевском районе Житомирской области.
Население по переписи 2001 года составляет 52 человека. Почтовый индекс — 12131. Телефонный код — 4145. Занимает площадь 0,372 км².

## Адрес местного совета
12131, Житомирская область, Хорошевский р-н, с.Фасова, ул.Б.Хмельницкого, 39б